# Leptanilloides

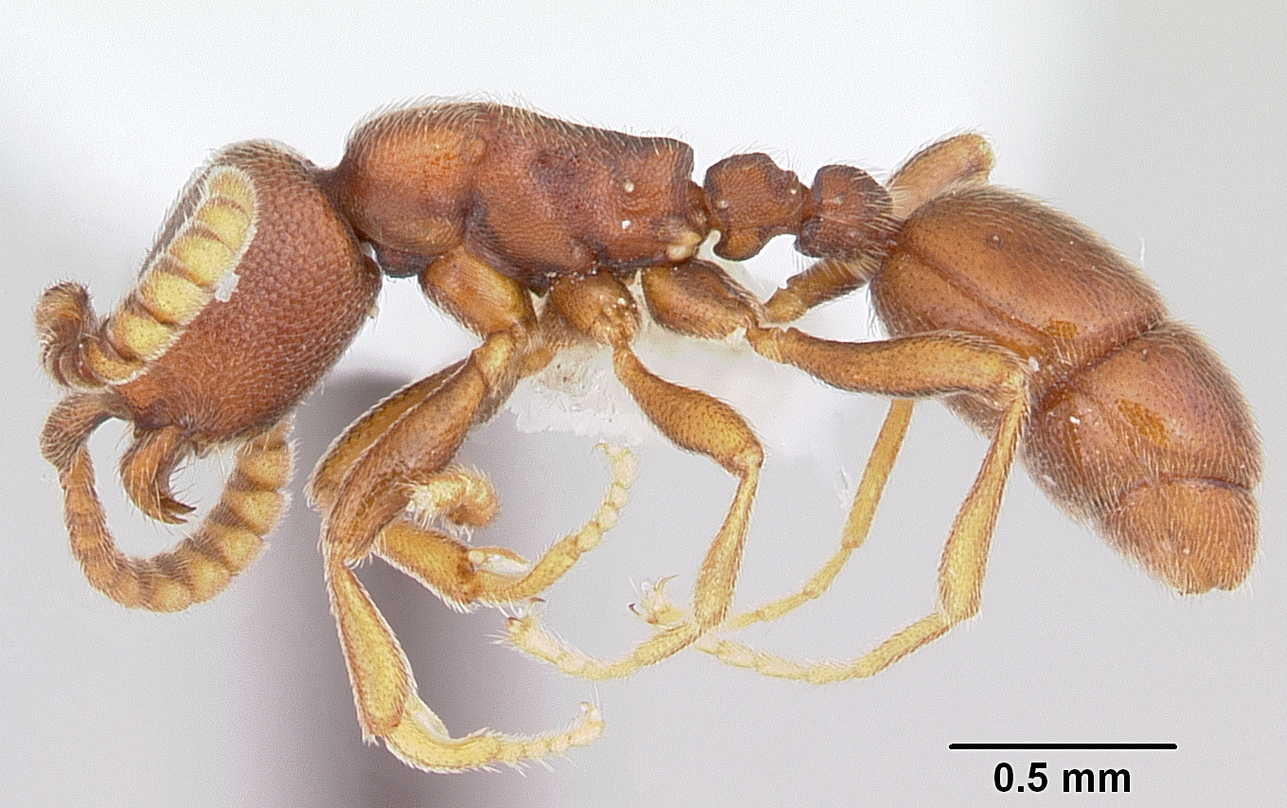
Leptanilloides nomada

Leptanilloides (лат.) — неотропический род муравьёв из подсемейства Dorylinae. Обитают в тропиках Нового Света.

## Описание и систематика
Скрытные муравьи с безглазыми рабочими особями; самки дихтадииформные, эргатоидные, бескрылые. Усики 12-члениковые (у самцов 13), формула щупиков 2,2. Биология слабоизучена. Хищники, известны факты групповой охоты на почвенных членистоногих. Ранее включались в состав подсемейства Cerapachyinae (Brown 1975; Bolton 1990) или в отдельное подсемейство Leptanilloidinae, выделенное энтомологами Baroni Urbani et al (1992) и рассматриваемое в качестве сестринского к Cerapachyinae и всем другим дориломорфам. Однако в 2014 году мирмекологи Brady et al. синонимизировали все дориломорфные подсемейства в одно объединённое Dorylinae (включая Leptanilloidinae) куда был включён и род Leptanilloides.
В 2016 году проведена родовая ревизия дорилин (Borowiec, 2016) в ходе которой таксоны Amyrmex и Asphinctanilloides синонимизированы с Leptanilloides.

### Классификация
- Leptanilloides amazonus (Brandão, Diniz, Agosti & Delabie, 1999)[6]
- Leptanilloides anae (Brandão, Diniz, Agosti & Delabie, 1999)
- Leptanilloides atlantica Silva, Feitosa, Brandão & Freitas, 2013
- Leptanilloides biconstricta Mann, 1923
- Leptanilloides caracola Donoso, Vieira & Wild, 2006
- Leptanilloides chihuahuaensis MacGown et al., 2015
- Leptanilloides copalinga Delsinne & Donoso, 2015
- Leptanilloides erinys Borowiec & Longino, 201
- Leptanilloides femoralis Borowiec & Longino, 2011
- Leptanilloides golbachi (Kusnezov, 1953)[7]
- Leptanilloides gracilis Borowiec & Longino, 2011
- Leptanilloides improvisa Brandão, Diniz, Agosti & Delabie, 1999
- Leptanilloides legionaria Brandão, Diniz, Agosti & Delabie, 1999
- Leptanilloides manauara (Brandão, Diniz, Agosti & Delabie, 1999)
- Leptanilloides mckennae Longino, 2003
- Leptanilloides nomada Donoso, Vieira & Wild, 2006
- Leptanilloides nubecula Donoso, Vieira & Wild, 2006
- Leptanilloides prometea Delsinne & Donoso, 2015
- Leptanilloides sculpturata Brandão, Diniz, Agosti & Delabie, 1999